# Lista de epônimos na anatomia humana
Esta é uma lista dos epônimos que foram utilizados para designar elementos da anatomia humana.
Os epônimos têm somente importância histórica na anatomia. São difíceis de memorizar, imprecisos e etnocêntricos. Muitas vezes são redundantes, pois a mesma estrutura é renomeada diversas vezes dependendo do país. A tendência é de que os epônimos entrem em desuso com o passar dos anos.
Para que se possa ter uma melhor precisão científica e universalização de um termo, é necessário que seja feito o uso da nomenclatura atual a seguir:
Epônimo - Nomenclatura atual
- Alça de Henle - Alça néfrica
- Ângulo de Louis - Ângulo esternal
- Ângulo de Treitz - Flexura duodenojejunal
- Aqueduto de Sylvius - Aqueduto mesencefálico
- Bola de Bichat - Corpo adiposo da bochecha
- Canal de Bartholin - Ducto sublingual maior
- Cápsula de Glisson - Cápsula hepática
- Cápsula de Bowman - Cápsula do glomérulo renal
- Cavo de Meckel - Cavo do gânglio trigeminal
- Divertículo de Meckel - Divertículo ileal
- Ducto de Stensen - Ducto parotídeo
- Ducto de Wharton - Ducto submandibular
- Ducto de Wirsung - Ducto pancreático principal
- Ducto de Santorini - Ducto pancreático acessório
- Fáscia de Gerota - Fáscia renal
- Fissura Sylviana - Sulco lateral
- Forame de Luschka - Forame lateral do quarto ventrículo
- Forame de Magendie - Forame mediano do quarto ventrículo
- Forame de Monro - Forame interventricular cerebral
- Gânglio de Gasser - Gânglio trigeminal
- Glomérulo de Malpighi - Glomérulo renal
- Gordura de Hoffa - Gordura infrapatelar
- Granulações de Pachionni - Fovéolas granulares
- Ilhotas de Langerhans - Ilhas pancreáticas
- Ligamento de Bertin - Ligamento iliofemoral
- Ligamento de Botallo - Ligamento arterial
- Ligamento de Humphrey - Ligamento meniscofemoral anterior
- Ligamento de Poupart - Ligamento inguinal
- Ligamento de Wrisberg - Ligamento meniscofemoral posterior
- Ossos wormianos - Ossos suturais
- Papila de Vater - Papila duodenal maior
- Polígono de Willis - Círculo arterial do cérebro
- Pomo de Adão - Proeminência laríngea*
- Saco de Douglas - Recesso reto-uterino / reto-vesical
- Saco de Morison - Recesso hepatorrenal
- Sulco de Rolando - Sulco central
- Sulco de Sylvius - Sulco lateral
- Tendão de Aquiles - Tendão calcâneo*
- Tórcula de Herófilo - Confluência dos seios
- Trompas de Eustáquio - Tubas auditivas
- Trompas de Falópio - Tubas uterinas
- Tubérculo de Lis Franc - Tubérculo para o músculo escaleno anteroior
- Tubérculo de Gerdy - Tuberosidade lateral da tíbia
- Valva de Eustáquio - Valva da veia cava inferior
- Valva de Tebésio - Valva do óstio do seio coronário
- Veia de Galeno - Veia cerebral magna

* Não é um epônimo propriamente dito, posto que não está atrelado a nenhum estudioso da Anatomia, mas sim a uma figura mitológica.